# Безручки
Безру́чки — село в Україні, у Терешківській сільській громаді Полтавського району Полтавської області. Населення становить 409 осіб. До 2017 року орган місцевого самоврядування — Микільська сільська рада.

## Географія
Село Безручки розташоване за 1,5 км від лівого берега річки Ворскла, вище за течією на відстані 0,5 км розташоване село Зінці, нижче за течією — село Лукищина (за 2,5 км), на протилежному березі — село Гора. Примикає до села Клюшники. Річка в цьому місці звивиста, утворює лимани, стариці та заболочені озера.
Поруч проходить залізнична лінія, на якій розташований пасажирський залізничний зупинний пункт Безручки.

## Історія
12 червня 2020 року, відповідно до розпорядження Кабінету Міністрів України № 721-р «Про визначення адміністративних центрів та затвердження територій територіальних громад Полтавської області», село увійшло до складу Терешківської сільської громади.
19 липня 2020 року, в результаті адміністративно — територіальної реформи та ліквідації Полтавського району(1925—2020), село увійшло до складу новоутвореного Полтавського району.

## Населення

### Мова
Розподіл населення за рідною мовою за даними перепису 2001 року:
| Мова       | Кількість | Відсоток |
| ---------- | --------- | -------- |
| українська | 408       | 99.76%   |
| білоруська | 1         | 0.24%    |
| Усього     | 409       | 100%     |